# حريجة (جهاد)
حريجة (بالفارسية: حریجه) هي منطقة سكنية تقع في إيران في قسم جهاد الريفي. يقدر عدد سكانها بـ 246 نسمة .